# Michał Hórnik

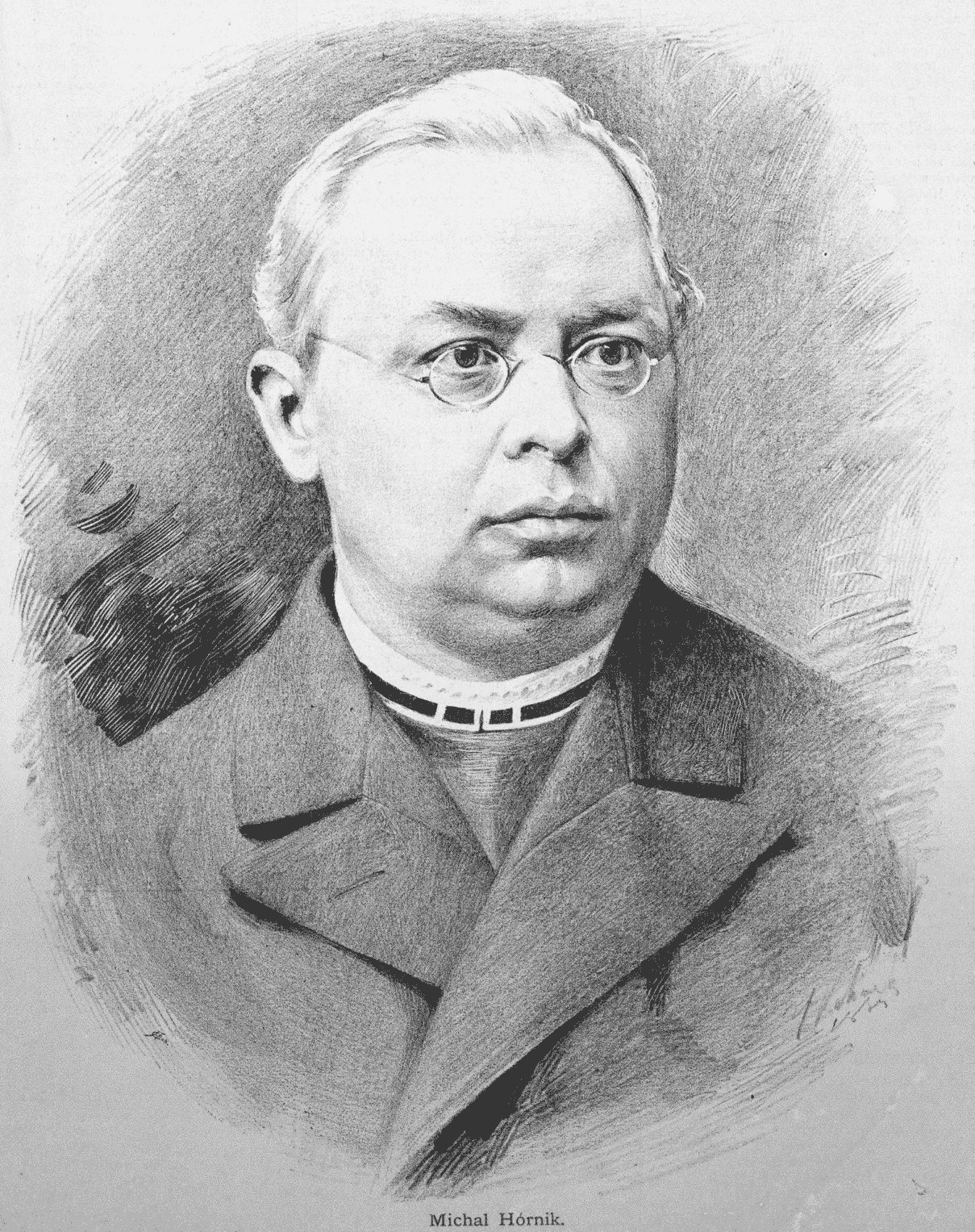
Michał Hórnik (1884)

Michał Hórnik (amtlich Michael Hornig; * 1. September 1833 in Räckelwitz; † 22. Februar 1894 in Bautzen) war ein sorbischer Geistlicher und einer der bedeutendsten Förderer des sorbischen Schrifttums des 19. Jahrhunderts.

## Leben

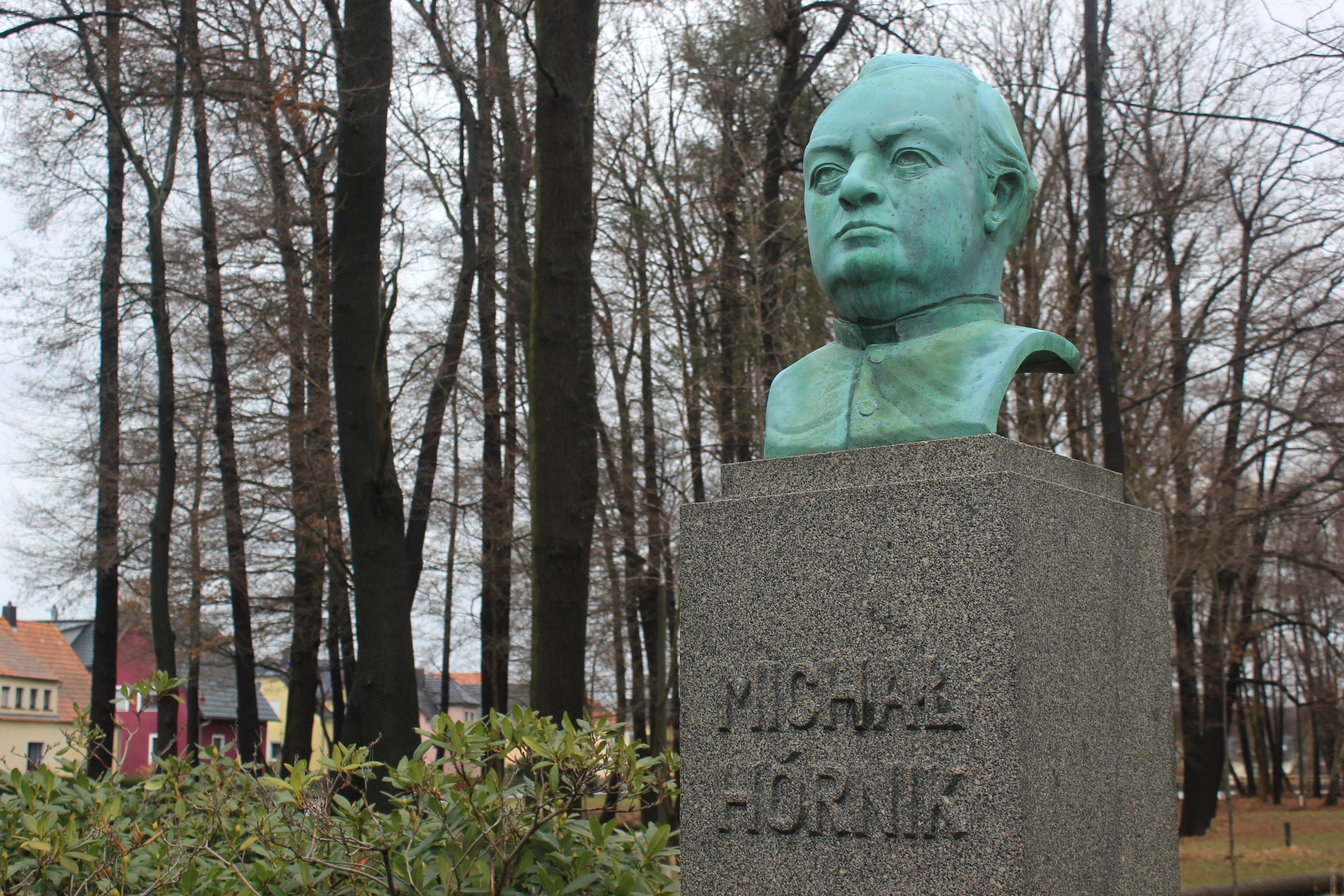
Hórnik-Denkmal in Räckelwitz

Michał Hórnik besuchte 1846/1847 das Gymnasium in Bautzen und wurde anschließend bis 1856 Zögling des Wendischen Seminars in Prag, wo er bis 1853 auch das deutschsprachige Kleinseitner Gymnasium besuchte und anschließend bis 1856 katholische Theologie und slawische Sprachwissenschaft an der Karls-Universität Prag studierte. Am 24. September 1856 wurde er zum Priester geweiht. Von 1856 bis 1889 war der Kaplan und Pfarrer in Bautzen und ab 1889 Domkapitular in Bautzen. Am 28. August 1861 trat Hórnik in die Oberlausitzische Gesellschaft der Wissenschaften ein.
Er setzte sich für die bessere Zusammenarbeit unter den Sorben ein, egal ob evangelisch, katholisch, Ober- oder Niederlausitzer. Da er Sorbe war, fühlte er sich den slawischen Völkern, aber vor allem den polnischen und tschechischen Arbeitern, die in Deutschland lebten, sehr verbunden und versuchte, sie im Kampf gegen die sozialen Ungleichheiten und Schwierigkeiten zu unterstützen.

## Werke

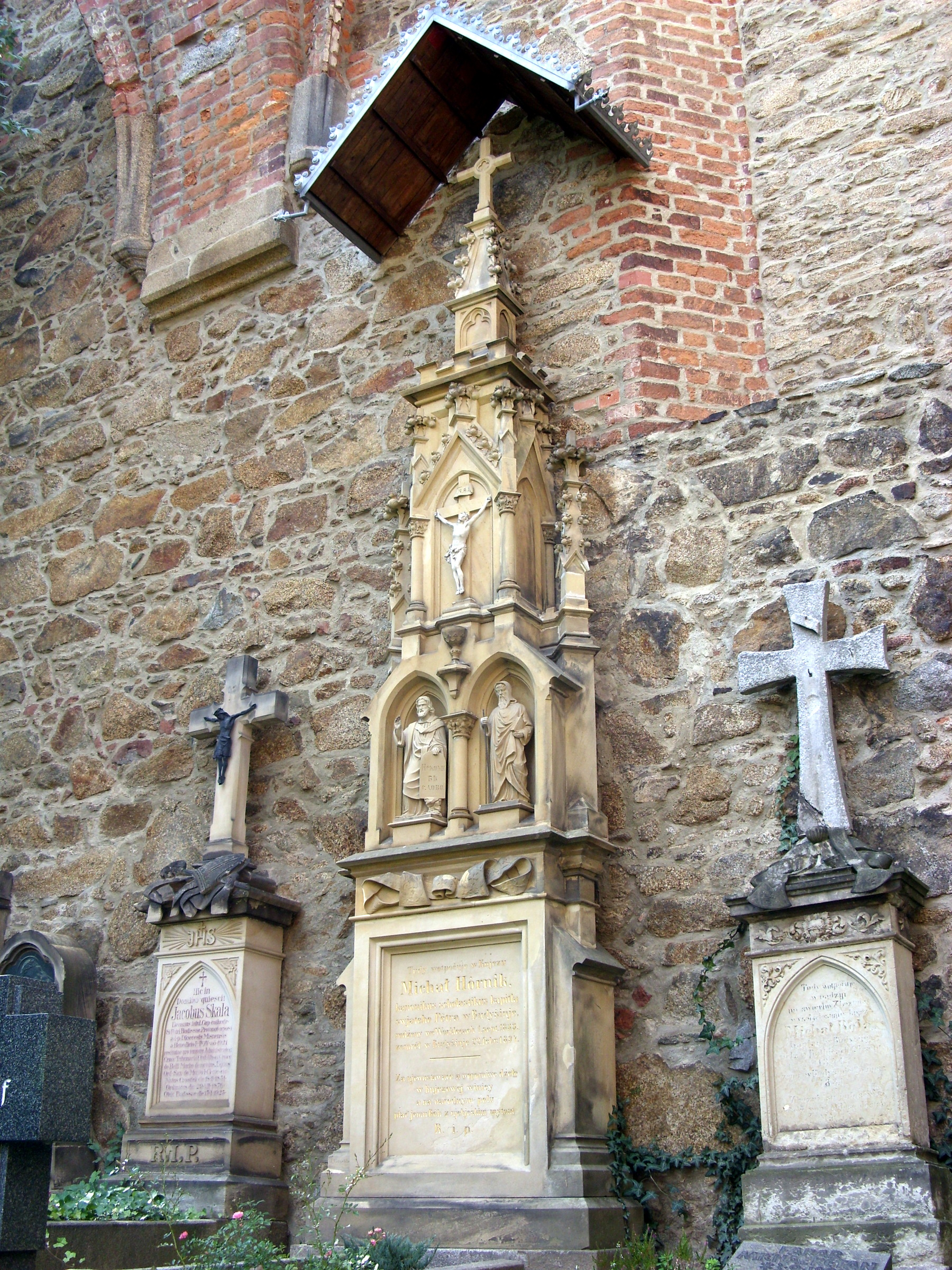
Grabstätte auf dem Bautzener Nikolaifriedhof

Er war Gründer der noch heute erscheinenden katholischen Zeitung Katolski Posoł (1863) und daneben auch wichtiger Autor des 1881 gegründeten landwirtschaftlichen Monatsblattes Serbski Hospodar. Mit Křesćan Bohuwěr Pful und Handrij Zejler gab er ein „Lausitzisch-wendisches Wörterbuch - Łužiski serbski słownik“ (1866) heraus. Im Jahre 1884 veröffentlichte er zusammen mit dem polnischen Historiker Wilhelm Bogusławski „Historija Serbskeho naroda“ (Die Geschichte des sorbischen Volkes). Unter Mithilfe von Jurij Łusčanski übertrug er das Neue Testament in die katholische (modernere) Version des Obersorbischen. Durch seine Arbeit wirkte er bei der Vereinheitlichung der obersorbischen Schriftsprache mit.

## Nachruhm
Das Grabmal von Michał Hórnik befindet sich auf dem Bautzener Nikolaifriedhof.
Die Einwohner von Räckelwitz errichteten dem berühmtesten Sohn des Ortes 1956 ein von Konrad Zenda geschaffenes Denkmal. Straßen im Bautzener Stadtteil Ostvorstadt und in Crostwitz sind nach ihm benannt. Der 1921 gegründete Domowina-Kreisverband Kamenz trägt seinen Namen.